# Ovansiljans Släktforskare
Ovansiljans Släktforskare är en släktforskarförening med sitt säte i Mora, och verksamhetsområde i fr.a. Mora och Orsa kommuner. Föreningen grundades 1983 av Per-Gösta Lindquist i Våmhus och var en av grundarföreningarna till Sveriges Släktforskarförbund 1986 och Dalarnas Släktforskarförbund 1999. Verksamheten består av traditionell släktforskning, föreläsningar, kurser och s.k. "öppna hus" där verksamheten presenteras för allmänheten. Man har inrättat en släktforskarsal i Mora kulturhus, där man förvarar sina samlingar och håller sina kurser. Föreningen ger ut tidskriften Genklang med cirka två nummer per år.
Föreningens ordförande sedan starten:
- Per-Gösta Lindquist (†) 1983-1986
- Torbjörn Näs 1986-1992
- Henning Sjöberg 1992-1997
- Majvor Johansson 1997-1998
- Jorge Lintrup 1998-2009